# کاخی برای پوتین
کاخی برای پوتین (روسی: Дворец для Путина. История самой большой взятки) فیلم مستند تحقیقاتی در مورد رئیس‌جمهور روسیه ولادیمیر پوتین و ادعایِ «بزرگ‌ترین سرقت در تاریخ روسیه» است. موضوع فیلم، اقامتگاه روی دمماغه ایدوکوپاس در دریای سیاه است. در فیلم ادعا می‌شود که این مجموعه با قیمت ۱۰۰ میلیارد روبل و با مساحت ۷۸۰۰ هکتار —۳۹ بار بزرگ‌تر از موناکو— در واقع به پوتین تعلق دارد و پول آن به‌طور غیررسمی و مخفیانه از بودجهٔ روسیه بدست آمده‌است. مدتی بعد، پوتین تأکید کرد که نه او و نه خانواده اش هرگز مالک این کاخ نبوده‌اند. پس از آن، آرکادی روتنبرگ که روابط نزدیک با پوتین دارد، مدعی مالکیت آن شد.
فیلم را در کانال یوتیوب آلکسی ناوالنی به تاریخ ۱۹ ژانویه ۲۰۲۱، یعنی یک روز بعد از بازگشتش به روسیه و بازداشت او در فرودگاه بین‌المللی شرمتیوو منتشر کردند. فیلم به زودی مورد توجه چشم‌گیر علاقه‌مندان قرار گرفت. نیم ساعت بعد از انتشار ویدیو، نیم میلیون نفر، یک روز بعد - بیش از ۲۵ میلیون نفر، دو روز بعد ۴۵ میلیون نفر و سه روز پس از انتشار ویدیو، بیش از ۱۰۰ میلیون نفر آن را تماشا کردند.

## محتوای فیلم
فیلم در یوتیوب به بیست و هفت بخش تقسیم شده‌است.
- بخش ۱: «شروع» - نوشتاری با این مضمون که در اوت سال ۲۰۲۰ میلادی ناوالنی را به فرمان پوتین مسموم کردند اما ناوالنی زنده ماند و به محض اینکه به روسیه برگشت، در فرودگاه بازداشت و بر خلاف قانون در زندانی در مسکو اسکان داده شد.
- بخش ۲: «پوتین در شهر درسدن»
- بخش ۳: «مجلس رقص کاگ‌ب و پایکوبی و اوّلین دوستان»
- بخش ۴: «سن پترزبورگ»
- بخش ۵:
- بخش ۶: «آلکسی میلر چطور پاکت پول را دریافت می‌کرد»
- بخش ۷: «مسکو»
- بخش ۸: «نامه‌های لیودمیلا پوتین»
- بخش ۹: «چطور ولادیمیر ولادیمیروویچ و ایگور ایوانوویچ با هم قهر کردند»
- بخش ۱۰: «پوتین خانواده یلتسین را نجات می‌دهد»
- بخش ۱۱: «کاخ»
- بخش ۱۲: «پرواز بر فراز کاخ پوتین»
- بخش ۱۳: «آداب و رسوم تزارمآب پوتین»
- بخش ۱۴: «گرانترین در روسیه»
- بخش ۱۵: «تاکستان»
- بخش ۱۶: «سرگرمی بسیار گران پوتین»
- بخش ۱۷: «سرگرمی گران‌تر پوتین»
- بخش ۱۸: «مزرعه دفاعی صدف»
- بخش ۱۹: «صاحبان»
- بخش ۲۰: «طرح بغرنج دزدی ساده»
- بخش ۲۱: «دست‌ودل‌بازترین دایی روسیه»
- بخش ۲۲: «اسپانسرها»
- بخش ۲۳: «اشاره بر اینکه هدف از تمام این ترفه چیست»
- بخش ۲۴: «زن‌ها»
- بخش ۲۵: «معشوقه مخفی رئیس‌جمهور»
- بخش ۲۶: «معشوقه نه چندان مخفی رئیس‌جمهور»
- بخش ۲۷: «نتیجه»

## لوکیشن
درسدن آلمان:
- محل زندگی پوتین، خیابان رادِبرگؤر پلاک ۱۰۱[۷]
- مقر سابق کاگ‌ب، خیابان آنگلی‌اشتراسه پلاک ۴[۷]
- بایگانی اشتازی Stasi-Unterlagen-Archiv

## واکنش‌ها
در روز انتشار فیلم، دمیتری پسکوف گفت که فیلم را ندیده و تأکید کرد که چنین کاخی به پوتین تعلق ندارد.